# Villiers-le-Sec, Calvados

Villiers-le-Sec este o comună în departamentul Calvados, Franța. În 1 ianuarie 2018 avea o populație de 303 de locuitori.